# Constitución de Irlanda

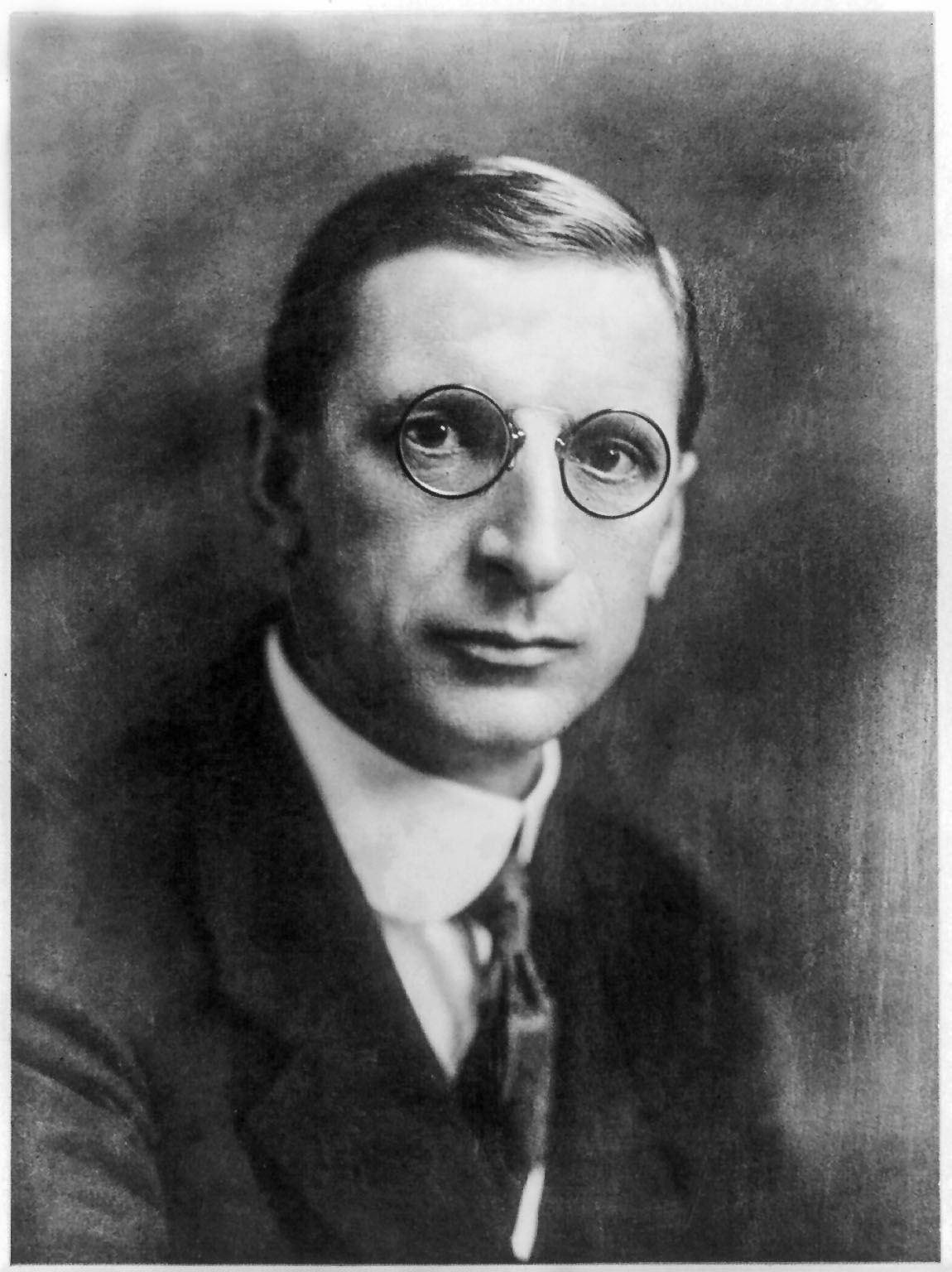
Éamon de Valera, una de las figura dominantes de la política irlandesa. Presidente de Irlanda, primer ministro y principal autor de la constitución del país.

La Constitución de Irlanda (en irlandés: Bunreacht na hÉireann) es la base legal de la República de Irlanda. En la historia constitucional entre en lo que se ha denominado tradición liberal democrática. Establece un estado independiente basado en un sistema de democracia representativa, y garantiza ciertos derechos fundamentales. La constitución se adoptó en 1937 mediante referéndum, y sólo puede ser reformada del mismo modo. En lengua inglesa se la conoce también por su nombre en gaélico irlandés: Bunreacht na hÉireann

## Aprobación
La Constitución fue aprobada por la Dáil Éireann (única cámara del parlamento) el 14 de junio y después por un estrecho margen en el plebiscito que se celebró el 1 de julio de 1937. Entró en vigor el 29 de diciembre de 1937. Entre los grupos que votaron contra la misma se encontraban los partidarios del Fine Gael y el Partido laborista (en la oposición) y los Unionistas (defensores de la Commonwealth). Sus principales apoyos vinieron de los partidarios del Fianna Fáil y los republicanos. La pregunta que se hizo a los votantes fue "Do you approve of the Draft Constitution which is the subject of this plebiscite?" (¿Aprueba el proyecto de Constitución del que trata este plebiscito?).

| Electorado | Participación (%) | No válido (%) | A favor (%)    | En contra (%)  |
| ---------- | ----------------- | ------------- | -------------- | -------------- |
| 1,775,055  | 1,346,207 (75.8)  | 134,157 (10)  | 685,105 (56.5) | 526,945 (43.5) |

## Estructura
El texto oficial de la constitución consta de un Preámbulo y cincuenta artículos ordenados en dieciséis títulos. Aproximadamente, unas 16.000 palabras. Cuando se adoptó, incluía también una serie de disposiciones transitorias (Transitory Provisions). Estas disposiciones transitorias ya no tienen efectos legales y se han omitido en todos los textos legales desde 1941. Los títulos son::
- 1. La Nación An Náisiún, The Nation (1-3)
- 2. El Estado An Stát, The State (4-11)
- 3. El Presidente An tUachtarán, The President (12-14)
- 4. El Parlamento Nacional An Pharlaimint Náisiúnta, The National Parliament (15-27)
- 5. El Gobierno An Rialtas, The Government (28)
- 6. Relaciones Internacionales An Caidreamh Idirnáisiúnta, International Relations (29)
- 7. El fiscal general An tArd-Aighne, The Attorney General (30)
- 8. El Consejo de Estado An Chomhairle Stáit, The Council of State (31-32)
- 9. El controlador y auditor general An tArd-Reachtaire Cuntas agus Ciste, The Comptroller and Auditor General (33)
- 10.Los Tribunales Na Cúirteanna, The Courts (34-37)
- 11. Juicio de delitos Triail i gCionta, Trial of Offences (38-39)
- 12. Derechos fundamentales Bunchearta, Fundamental Rights (40-44)
- 13. Principios rectores de la política social Buntreoracha do Bheartas Chomhdhaonnach, Directive Principles of Social Policy (45)
- 14. Reforma de la Constitución 'An Bunreacht a Leasú,Amendment of the Constitution (46)
- 15. El Referéndum An Reifreann, The Referendum (47)
- 16. Derogación de la Constitución del Estado Libre Irlandés y continuidad de las leyes Bunreacht Shaorstát Éireann a Aishhairm agus Dlíthe a Bhuanú, Repeal of Constitution of Saorstát Éireann and Continuance of Laws (48-50).